# Gornji Srebrenik
Gornji Srebrenik är en ort i Bosnien och Hercegovina.   Den ligger i entiteten Federationen Bosnien och Hercegovina, i den centrala delen av landet, 100 km norr om huvudstaden Sarajevo. Gornji Srebrenik ligger 524 meter över havet och antalet invånare är 745.
Terrängen runt Gornji Srebrenik är kuperad österut, men västerut är den platt. Gornji Srebrenik ligger uppe på en höjd.Runt Gornji Srebrenik är det ganska tätbefolkat, med 93 invånare per kvadratkilometer.. Närmaste större samhälle är Srebrenik, 4,1 km väster om Gornji Srebrenik. 
Omgivningarna runt Gornji Srebrenik är en mosaik av jordbruksmark och naturlig växtlighet.